# Zernez
Zernez é uma comuna da Suíça, no Cantão Grisões, com cerca de 1.579 habitantes. Estende-se por uma área de 203,91 km², de densidade populacional de 5 hab/km². Confina com as seguintes comunas: Ardez, Lavin, Livigno (IT - SO), S-chanf, Susch, Tarasp, Tschierv, Valdidentro (IT-SO).
Localiza-se no sudeste da Suíça, próxima às fronteiras com a Itália e Áustria.
A língua oficial nesta comuna é o Romanche.

## História
Zernez foi mencionada pela primeira vez no ano de 1131, como Gumpo de Ernece. Em 1161-1164, foi mencionada como "Zarnetz". Ambas as referências foram encontradas em uma cópia de um documento datado de 1365.

## Geografia
Zernez tem uma área de 203,9 km2. Desta área, 8,1% é usada para a agricultura, enquanto 34,6% é ocupada por florestas. Do resto do território, 0,7% é construída (imóveis ou estradas), e o restante (56,6%) é composta por áreas não-produtivas (rios, geleiras ou montanhas).
A comuna está localizada no sub-distrito de Sur Tasna, do distrito de Inn, ao longo da estrada do Passo do Forno, na região da Engadina. Consiste na vila de Zernez e na seção de Brail.

## Demografia
Zernez tem uma população de 1.140 habitantes (em 31 de dezembro de 2010), sendo que, em 2008, 16,3% eram estrangeiros.  Entre 2000 e 2010, houve um aumento de 18,8% na população. A evolução populacional é apresentada no quadro a seguir:
| ano  | população |
| ---- | --------- |
| 1835 | 634       |
| 1850 | 603       |
| 1900 | 596       |
| 1910 | 1.075a    |
| 1950 | 739       |
| 2000 | 959       |
| 2010 | 1.140     |

↑a  Aumento populacional devido à construção da ferrovia

## Idiomas
De acordo com os dados do censo de 2000, a maioria da população fala romanche (61,1%), sendo o alemão a segunda mais falada, com 31,3%, e o italiano a terceira, com 4,4%. A população de língua romanche fala o dialeto Vallader. Em 1880, 84% da população falava romanche como primeira língua; em 1900, o percentual era de 79%, e, em 1940, 78%. Em 1990, cerca de 81% da população entendia a língua romanche, índice que permaneceu praticamente estável em 2000, com 80% da população.
| Idiomas em Zernez |               |               |               |               |               |               |
| Idioma            | Censo de 1980 | Censo de 1980 | Censo de 1990 | Censo de 1990 | Censo de 2000 | Censo de 2000 |
| Idioma            | Número        | %             | Número        | %             | Número        | %             |
| Alemão            | 207           | 22,50 %       | 243           | 27,96 %       | 300           | 31,28 %       |
| Romanche          | 645           | 70,11 %       | 571           | 65,71 %       | 586           | 61,11 %       |
| Italiano          | 56            | 6,09 %        | 41            | 4,72 %        | 42            | 4,38 %        |
| Habitantes        | 920           | 100 %         | 869           | 100 %         | 959           | 100 %         |

## Clima
Zernez tem uma média de 102,7 dias chuvosos por ano, e, em média, recebe 752 mm de chuva. O mês mais chuvoso é agosto, durante o qual Zernez recebe uma média de 103 mm de precipitação; durante este mês, há precipitação, em média, em 11,4 dias. O mês menos chuvoso é fevereiro, com uma média de 33 mm de precipitação, distribuídos por 11,4 dias.

## Galeria

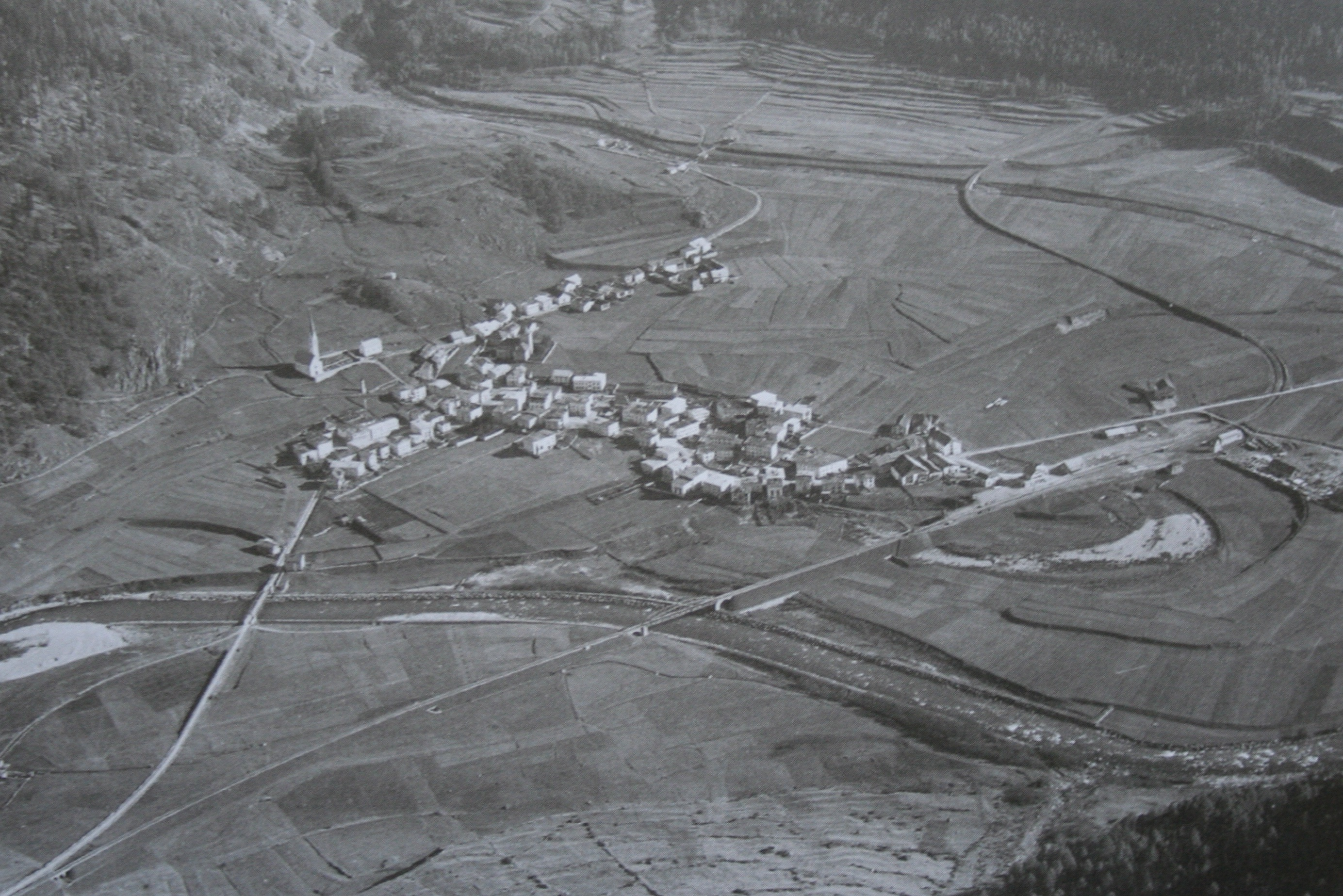
Fotografia aérea de Zernez, por Walter Mittelholzer (1925)
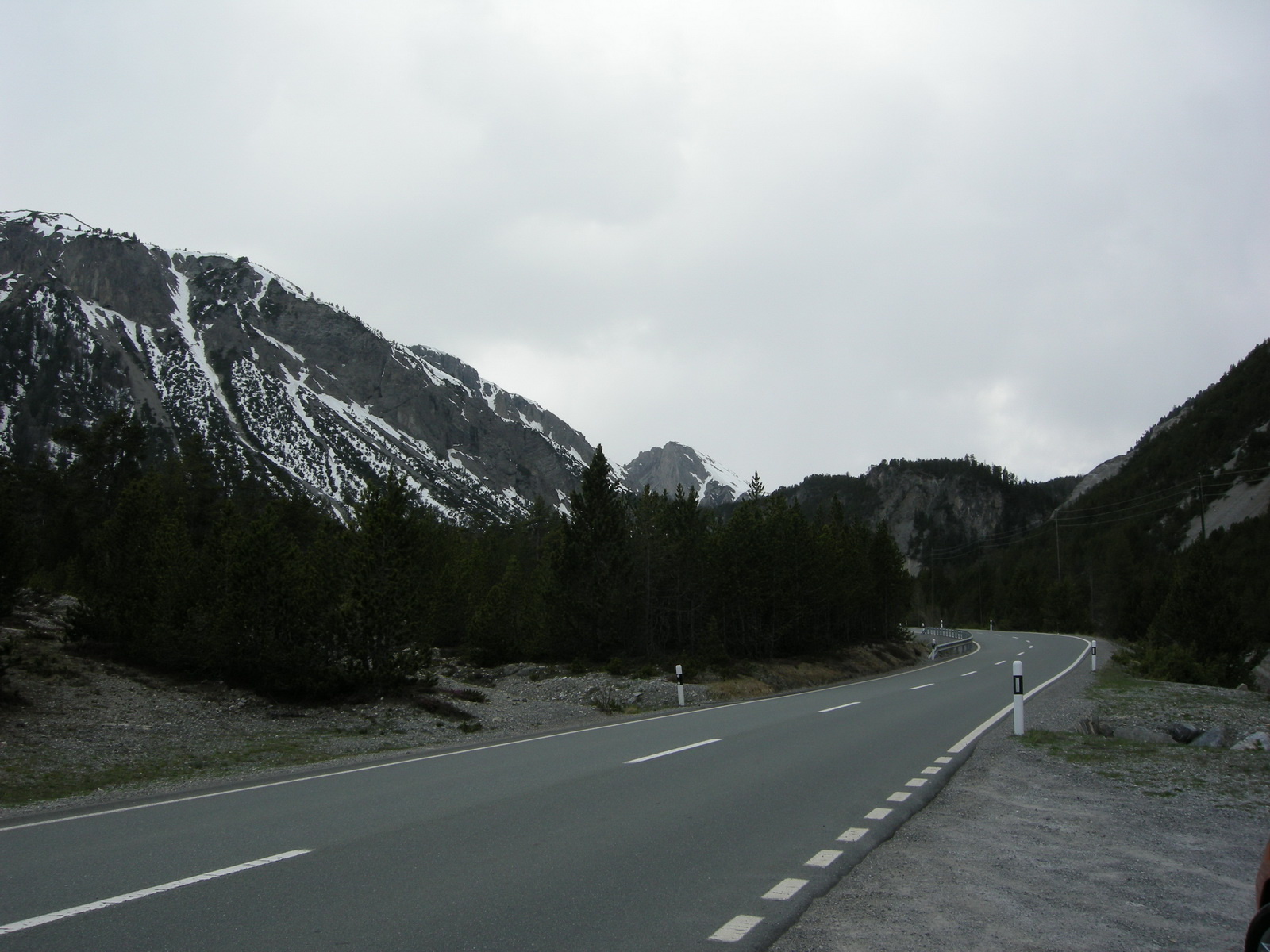
Estrada do Passo do Forno
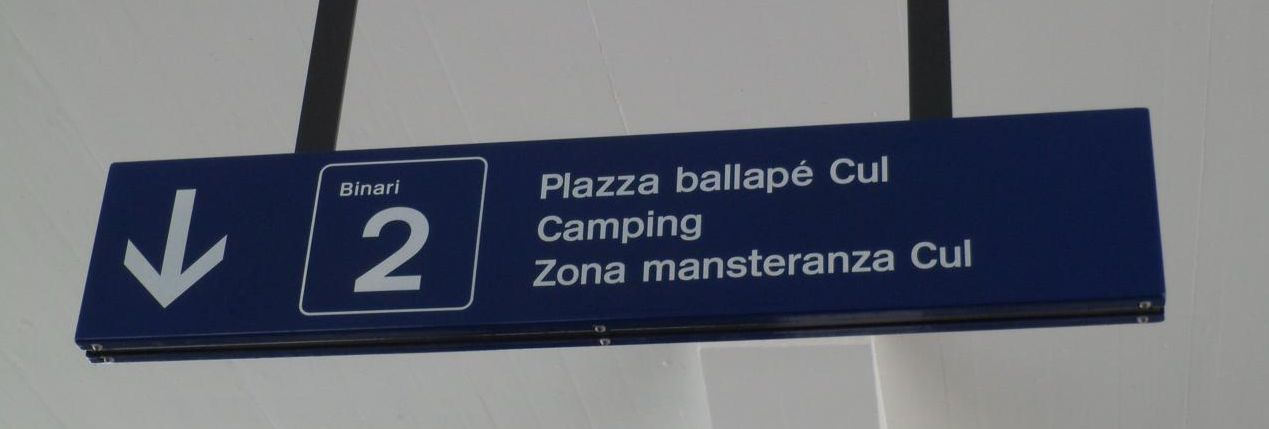
Placa em língua romanche, na estação ferroviária de Zernez